# Jaleel Cousins
Jaleel Cousins (Mobile, Alabama, 1 de diciembre de 1993) es un baloncestista estadounidense que se encuentra sin equipo. Con 2,11 metros de estatura, juega en la posición de pívot. Es hermano menor del también baloncestista profesional DeMarcus Cousins (n. 1990).

## Trayectoria deportiva

### Universidad
Tras jugar los dos primeros años en la pequeña universidad de Navarro College, donde promedió 3,7 puntos y 2,9 rebotes por partido, fue transferido a los Bulls de la Universidad del Sur de Florida, donde jugó otras dos temporadas más, en las que promedió 5,7 puntos, 5,3 rebotes y 1,2 tapones por partido.

### Profesional

#### Texas Legends (2016—2017)
Tras no ser elegido en el Draft de la NBA de 2016, participó con los Dallas Mavericks en las ligas de verano. El 17 de octubre firmó con los Mavs, pero fue cortado pocos días después. El 30 de octubre firmó con los Texas Legends como jugador afiliado de los Mavericks. El 29 de enero de 2017, fue cortado por los Legends.

#### Reno Bighorns (2017)
El 3 de febrero de 2017, fue adquirido por los Reno Bighorns de la D-League.

#### Formosa Dreamers Taiwan (2017)
Al no contar con muchos minutos, Cousins fue adquirido como jugador importado por los Formosa Dreamers de la ASEAN Basketball League (una competición de baloncesto en el sudeste de Asia).

#### Santa Cruz Warriors (2018–2019)
Para la temporada 2018–19, Cousins se unió a los Santa Cruz Warriors de la D-League.